# 성보고등학교
성보고등학교(成保高等學校)는 대한민국 서울특별시 관악구 신림동에 위치한 사립 고등학교이다.

## 학교 연혁
- 1979년 4월 16일 : 학교법인 성보학원 인가, 초대 이사장 윤장섭 선생 취임
- 1981년 12월 31일 : 성보고등학교 설립인가(30학급)
- 1982년 2월 22일 : 성보고등학교 교사 준공
- 1982년 3월 4일 : 개교식 및 입학식(중,고 각 10학급씩 편성)
- 1982년 5월 3일 : 초대 교장 이창갑 선생 취임
- 1982년 5월 31일 : 학교법인 성보학원 및 중고등학교 창립기념식
- 1983년 8월 30일 : 호림관(도서관, 시청각실, 과학실, 방송실, 어학실, 전산실) 준공
- 1985년 2월 11일 : 제1회 졸업식(573명 졸업)
- 1985년 5월 31일 : 우정관(체육관, 수영장, 체조실, 특별실) 준공, 교훈비 제막
- 1986년 10월 25일 : 테니스 코트(396평) 완공
- 1997년 7월 3일 : 신관(특별실) 준공
- 2011년 4월 15일 : 학생식당 준공
- 2016년 4월 15일 : 학교법인 성보학원 제2대 이사장 윤재동 선생 취임
- 2021년 9월 1일 : 제9대 교장 전병돈 선생 취임
- 2023년 2월 9일 : 제39회 졸업식(203명, 누계 18,161명)

## 참고 자료
- 성보고등학교 - 한국교육학술정보원 학교알리미